# 1982 en France
Chronologie de la France
- 1978
- 1979
- 1980
- 1981
- 1982
- 1983
- 1984
- 1985
- 1986

Cette page présente les faits marquants de l'année 1982 en France.

## Événements

### Janvier
- 1er janvier : mise en application de l'impôt sur les grandes fortunes[1].
- 2 janvier : bagarre en direct sur le plateau de l'émission Droit de réponse entre Siné, Jean Bourdier, A. D. G., Le Professeur Choron et des lycéens au sujet de la disparition provisoire du journal Charlie Hebdo[2]. Le présentateur Michel Polac se voit contraint de s'excuser auprès des téléspectateurs au journal télévisé le lendemain. Depuis cette séquence est fréquemment rediffusée.
- 6 janvier : loi qui autorise le gouvernement à prendre par ordonnances des mesures d'ordre social sur les questions de la réduction du temps de travail, de la cinquième semaine de congés payés, etc.[3],[4].
- 16 janvier : 
  - le Conseil constitutionnel censure la loi de nationalisation du 18 décembre 1981[4].
  - publication de l'ordonnance instituant la semaine de 39 heures et la cinquième semaine de congés payés[5].
  - première émission de Champs-Élysées présentée par Michel Drucker, avec comme invité vedette Michel Sardou[6].
- 18 janvier : cinq roquettes sont tirées sur le chantier du surgénérateur nucléaire français Superphénix par le  militant écologiste suisse Chaïm Nissim[7].
- 19 janvier : création de l'Association des travailleurs maghrébins de France[8].
- 28 janvier :
  - adoption par l'Assemblée nationale de la loi sur la décentralisation[9].
  - Pierre Mauroy déclare dans Nord Éclair à propos des grèves des OS immigrés chez Renault Flins et Billancourt : « Les principales difficultés qui demeurent sont posées par des travailleurs immigrés dont je ne méconnais pas les problèmes mais qui, il me faut bien le constater, sont agités par des groupes religieux et politiques qui se déterminent en fonction de critères ayant peu à voir avec les réalités sociales françaises[10]. »

### Février
- 2 février : création du lycée expérimental de Saint-Nazaire par Gabriel Cohn-Bendit[11].
- 3-7 février : XXIVe congrès du Parti communiste français à Saint-Ouen avec pour mot d'ordre « Construire le socialisme aux couleurs de la France »[12].
- 5-13 février : un nouveau projet de loi de nationalisation est adopté le 5 février par l’Assemblée et validé par le Conseil constitutionnel le 11[13] pour être définitivement promulguée le 13 ; tout le capital des firmes sidérurgiques, de cinq grands groupes industriels (Pechiney, CGE, Saint-Gobain, Rhône-Poulenc, Thomson), de 36 banques de dépôt, de deux holdings financiers (Paribas et Suez)[14], ainsi que 51 % du capital de compagnies fortement spécialisés dans l’armement (Dassault, Matra) tombent dans le patrimoine public[15].
- 5 février :
  - adoption du nouveau statut de la Corse[16] (lois n° 82.214 du 2 mars 1982 et n° 82.659 du 30 juillet 1982[17],[18]).
  - ordonnance relative au contrat de travail à durée déterminée[5].
- 13-16 février : congrès UNEF-ID à la Mutualité[19].
- 24 février : naissance d’Amandine, premier bébé éprouvette français[20].

### Mars
- 2 mars : promulgation de la loi de décentralisation (loi Defferre)[4]. C'est le premier acte législatif dans le mouvement de décentralisation de l'État jacobin français. La tutelle administrative a priori exercée par le préfet est supprimée et remplacée par un contrôle de légalité a posteriori exercé en premier par les services préfectoraux qui émettent des avis juridiquement tranchés par les tribunaux administratifs et les chambres régionales des comptes. La tutelle du représentant de l'État sur les conseils municipaux, généraux et régionaux est supprimé[21]. L'exécutif départemental est transféré du préfet au président du conseil général. La région devient une collectivité territoriale de plein droit avec dévolution de compétences[22].
- 3 - 5 mars : visite officielle du président de la République François Mitterrand en Israël ; il se déclare favorable au principe d'un État palestinien[23].
- 8 mars : la journée internationale des femmes obtient un statut officiel[24].
- 14 - 21 mars : succès de la Droite aux élections cantonales[25].
- 26 mars : ordonnances sur la retraite à 60 ans[5], sur la formation alternée des 16-18 ans, sur le travail à temps partiel[5].
- 29 mars : attentat dans le train Paris-Toulouse attribué au Groupe Carlos, Weinrich, Froëlich. 5 morts et 28 blessés[26].

### Avril
- 22 avril : Carlos signe un nouvel attentat à la voiture piégée qui fait un mort et 63 blessés rue Marbeuf à Paris devant les locaux du journal libanais Al-Watan al-Arabi[26].
- 22 avril-1er juin : grève des OS des usines Citroën ; commencé à Aulnay-sous-Bois, le mouvement s’étend à Levallois, Asnières et Saint-Ouen[27].

### Mai
- 29-30 mai : Pierre Méhaignerie remplace Jean Lecanuet à la présidence du CDS[23].

### Juin
- 2 juin : grève à l'usine Talbot de Poissy[27].
- 4 juin : les PTT lancent la commercialisation du Minitel auprès du grand public[28].

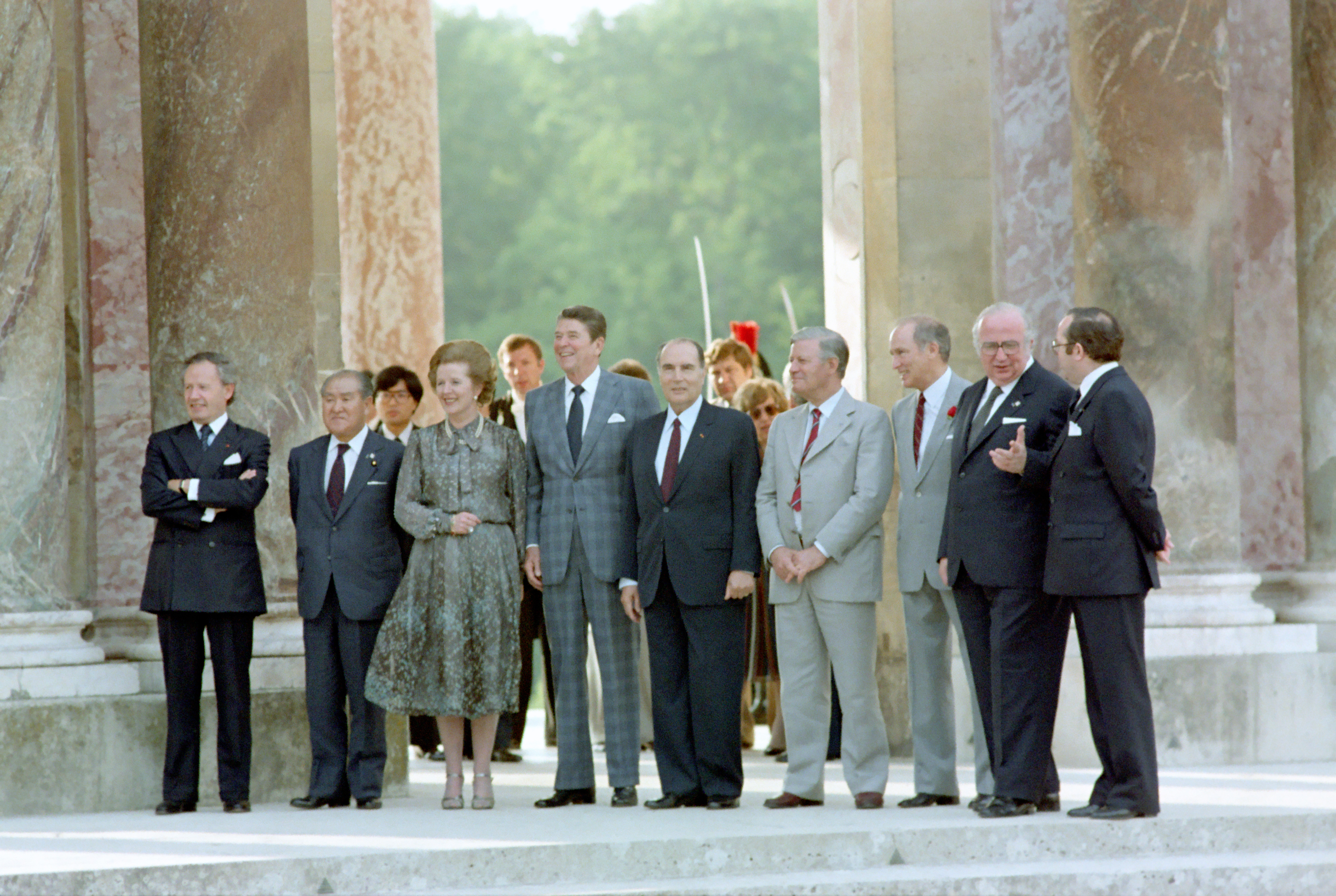
sommet du G7

- 4-6 juin : sommet du G7 au château de Versailles[29].
- 10 juin : disparition de Christelle Bancourt. Christian Marletta est accusé d'avoir étranglé, violé et tué la fillette de 12 ans dont il était l'éducateur dans un foyer de Marseille et d'avoir découpé son corps en morceaux[30]. Il est condamné en 1985 à la réclusion criminelle à perpétuité.
- 12 juin : dévaluation du Franc de 5,75 %[20].
- 13 juin : adoption du premier plan de rigueur[31], annoncé en Conseil des ministres le 16 juin[32] ; prix et salaires sont bloqués jusqu'au 31 octobre[33]. Fin effective de l'échelle mobile de salaires, en place depuis 1952[34]. De plus, la fuite massive des capitaux hors du pays oblige le gouvernement à décréter une forte hausse des taux d'intérêt (jusqu'à 12 %), ce qui limite la reprise économique.
- 13-18 juin : 41e congrès de la CGT à Lille. Henri Krasucki succède à Georges Séguy à la tête de la CGT[23].
- 21 juin : première édition de la Fête de la musique[35].
- 24 juin : Jean-Loup Chrétien premier astronaute français envoyé dans l'espace[36].
- 29 juin : remaniement consécutif à la dévaluation du franc. Pierre Bérégovoy entre au gouvernement[37].

### Juillet
- 1er juillet : réforme de la TVA ; les taux intermédiaire et normal sont augmentés d'un point et passent de 17,6 à 18,6 %. Un taux super réduit à 5,5 % pour les produits alimentaires jusqu'alors taxés à 7 % est créé[38]. Les produits taxés au taux réduit sont bloqués hors TVA, ce qui signifie que leurs prix vont baisser, alors que les produits taxés au taux normal sont bloqués TVA comprise, ce qui signifie que les industriels et les commerçants vont devoir diminuer leurs prix de vente pour se conformer au blocage des prix, soit une baisse de marge de 1 %[39].
- 7 juillet : la Banque de France lance sa nouvelle coupure de 200 francs[40].
- 8 juillet : à Séville, défaite de l'équipe de France de football face à l'Allemagne en demi-finale du mondial de 1982[41].
- 14 juillet : découverte du corps nu de Christine Devauchelle[42].
- 15 juillet : autorisation de 17 radios privées à Paris sur proposition de la commission Holleaux[23].
- 20 juillet : manifestation de 2 000 personnes réclamant l'homologation de « Radio libertaire » et de « Fréquence Gaie »[23].
- 29 juillet :
  - fin du monopole d'État sur l'audiovisuel. Création d’une Haute autorité de neuf membres chargée de veiller à l’indépendance de la radio et de la télévision[20].
  - loi portant réforme de la planification ; création des contrats de plan État-région[43].
- 31 juillet : accident de Beaune ; cinquante trois personnes dont quarante six enfants perdent la vie dans un accident de la route dans la région de Beaune[44].

### Août
- 4 août :
  - dépénalisation de l'homosexualité et majorité sexuelle à 15 ans pour tous[45].
  - « loi Auroux » relative aux libertés des travailleurs dans l’entreprise[4].
- 9 août : fusillade de la rue des Rosiers. Un attentat antisémite contre le restaurant Goldenberg à Paris fait six morts et 22 blessés[26].
- 17 août : décret créant la cellule de coordination, d’information et d’action contre le terrorisme (cellule antiterroriste de l'Élysée). Le président Mitterrand en confie la direction à Paul Barril et Christian Prouteau, qui appartiennent au GIGN[46]. Chargée de coordonner la lutte antiterroriste, cette cellule abuse gravement de son autorité en mettant sur écoute de nombreuses personnalités politiques et médiatiques afin de protéger la vie privée du président[47].
- 29 août : début de l'affaire des Irlandais de Vincennes. Trois Irlandais soupçonnés d'appartenir à l'IRA sont arrêtés par le capitaine Paul Barril chef de la « cellule antiterroriste » de l'Élysée. Des explosifs sont trouvés sur place, mais Paul Barril est accusé de les y avoir placés[47].

### Septembre
- 13 septembre : manifestation porte de Pantin de 15 000 chefs de PME contre la politique économique et sociale du gouvernement à l'appel de Gérard Deuil, président du Syndicat national des petites et moyennes industries (SNPMI)[20].
- 17 septembre : attentat rue Cardinet contre la voiture du responsable de la sécurité de l'ambassade d'Israël en France, à proximité du lycée Carnot à Paris ; 52 passants sont blessés[26].
- 22 septembre - 1er octobre : le Sicob se tient au CNIT à Paris[48] ; diffusion de micro-ordinateurs, apparus en 1978.
- 23 septembre : présentation de la Citroën BX sous la tour Eiffel à Paris[49].

### Octobre
- 12 octobre : manifestation de commerçants et artisans à Paris contre la politique du gouvernement[20].
- 28 octobre : « loi Auroux » relative au développement des institutions représentatives du personnel[4].

### Novembre
- 4 novembre :
  - loi relative à la contribution exceptionnelle de solidarité en faveur des travailleurs privés d'emploi[4].
  - une bête mystérieuse apparait dans la commune de Noth dans le département de la Creuse où elle commet d'importants dégâts sur les animaux domestiques[50].
- 13 novembre : « loi Auroux » relative à la négociation collective et au règlement des conflits du travail[51].
- 17 novembre : décret instituant une taxe sur la publicité diffusée par voie de radiodiffusion sonore et de télévision pour alimenter un fonds de soutien à l'expression radiophonique créé par la loi du 29 juillet[52].

### Décembre
- 8 décembre : Jean-Pierre Cot, en désaccord avec la politique africaine de l’Élysée, démissionne du ministère de la coopération[53].
- 17 décembre : loi qui réforme l'ordonnance de 1967 et rétablit l'élection des administrateurs des salariés et une représentation majoritaire des salariés à la Sécurité sociale[4].
- 23 décembre :
  - « loi Auroux » relative aux comités d’hygiène, de sécurité et des conditions de travail[4].
  - loi relative à l'organisation des études médicales et pharmaceutiques[54]. Elle institue le système de l'internat pour tous les étudiants du 3e cycle et crée un examen pour y accéder, ce qui provoque en février 1983 un mouvement de protestation des étudiants contre cette sélection déguisée[55].
- 29 décembre : loi fiscale[56]. Création d'une quatorzième tranche de l'impôt sur le revenu à 65 % sur les hauts revenus[57]. Institution d'un impôt général sur les grandes fortunes pour les biens supérieurs à 3 000 000 de F. Suppression de nombreuses niches fiscales et durcissement du crédit d'impôt sur l'investissement des entreprises.
- 30 décembre : loi d'orientation des transports intérieurs[58]. Plusieurs lignes ferroviaires fermées par les gouvernements précédents sont rouvertes à la circulation des trains (réouverture dite "Fiterman" de quatre lignes d’intérêt régional et encouragement du développement des trains touristiques).
- 31 décembre :
  - loi PLM, portant modification de certaines dispositions du code électoral relatives à l'élection des membres du conseil de Paris et des conseils municipaux de Lyon et de Marseille[59].
  - loi Roudy pour le remboursement de l'IVG[60].

- Création de la Fondation Saint-Simon, par Roger Fauroux, François Furet, Pierre Rosanvallon, et Alain Minc[61].

## Naissances en 1982
- 12 janvier : Paul-Henri Mathieu, tennisman
- 15 février : Elodie Frégé, chanteuse
- 30 mars : Philippe Mexès, footballeur
- 16 avril : Boris Diaw, basketteur
- 2 mai : Lorie, chanteuse et actrice
- 17 mai : Tony Parker, basketteur
- 20 mai : Clément Poitrenaud, rugbyman
- 7 juillet : Julien Doré, chanteur
- 10 juillet : Anne-Sophie Da Costa, boxeuse
- 1 août : Orelsan, chanteur
- 28 septembre : Nolwenn Leroy, chanteuse
- 16 octobre : Frédéric Michalak, rugbyman
- 30 octobre : Chimène Badi, chanteuse
- 15 novembre : Jenifer, chanteuse
- 3 décembre : Alice Pol, actrice française
- 28 décembre : Jennifer Decker, comédienne

## Décès en 1982
- 1er janvier :
  - Paul Belmondo, sculpteur français. (° 8 août 1898)
  - Estella Blain, actrice et chanteuse française. (° 30 mars 1930)
- 3 mars : Georges Perec, écrivain français. (° 7 mars 1936)
- 15 mai : Joëlle Mogensen, chanteuse française (° 3 février 1953)
- 23 mai : Robert Flacelière, philologue français, directeur de l'École normale supérieure de 1963 à 1971. (° 29 mai 1904)
- 29 mai : Romy Schneider, actrice austro-germano-française. (° 23 septembre 1938)
- 29 juin : Pierre Balmain, couturier français. (° 18 mai 1914)
- 16 juillet : Patrick Dewaere, acteur français. (° 26 janvier 1947)
- 18 octobre : Pierre Mendès France, homme politique français. (° 11 janvier 1907)
- 5 novembre : Jacques Tati, cinéaste français (° 9 octobre 1908)
- 24 décembre : Louis Aragon, poète français (° 3 octobre 1897)